# Har Šifron
Har Šifron (hebrejsky: הר שפרון) je vrch o nadmořské výšce 212 metrů v severním Izraeli, v Dolní Galileji.
Nachází se necelý 1 kilometr jižně od města I'billin. Má podobu nevýrazného odlesněného pahorku. Na severní straně se terén prudce svažuje k městu I'billin, jehož zástavba se zčásti nasouvá na svahy pahorku. Na východní straně terén pozvolna klesá do údolí, kterým protéká vádí Nachal Evlajim. K jihozápadnímu úpatí se blíží zastavěné území města Šfar'am.